# Кампо-Дюран – Монтекрісто (продуктопровід)
Кампо-Дюран — Монтекрісто (продуктопровід) — багатоцільова трубопровідна система на північному заході Аргентини, призначена для транспортування продукції з нафтогазопереробного заводу у Кампо-Дюран.
В кінці 1950-х розпочалась розробка вуглеводнів північно-західного басейну в аргентинській провінції Сальта, передусім родовища Кампо-Дюран. Тут створили завод з переробки нафти та газу, продукція якого включала як моторне паливо, так і зріджені вуглеводневі гази. Для її доставки до споживачів у 1959 році ввели в дію продуктопровід довжиною 1112 км, що прямує до Монтекрісто у провінції Кордова.
На трасі продуктопроводу розташовано кілька розподільчих терміналів: у провінції Сальта General Güemes (сховище для ЗВГ об'ємом 1 800 м³), у провінції Тукуман Banda del Río Salí (сховище для різних видів палива об'ємом 57 508 м³) і Leales (сховище для ЗВГ об'ємом 5 054 м³), і нарешті в кінцевій точці маршруту.
Продуктопровід споруджено із труб діаметром 320 мм, його пропускна здатність складає 31 тисяча барелів на день. Для забезпечення роботи системи було споруджено сім насосних станцій, з яких дві (в Монтеагудо провінції Тукуман та Сан-Антонио-де-ла-Пас провінції Сантьяго-дель-Естеро) потім вивели з експлуатації.
Можливо також відзначити, що від кінцевої точки маршруту на схід у сусідню провінцію Санта-Фе прокладено продуктопровід до Сан-Лоренсо.